# Schnersheim
Schnersheim est une commune française située dans la circonscription administrative du Bas-Rhin et, depuis le 1er janvier 2021, dans le territoire de la Collectivité européenne d'Alsace, en région Grand Est.
Cette commune se trouve dans la région historique et culturelle d'Alsace.

## Géographie
Schnersheim se situe à environ 18 km du centre de Strasbourg, sur la route RD 41 en direction de Saverne.

### Hydrographie
La commune est dans le bassin versant du Rhin au sein du bassin Rhin-Meuse. Elle est drainée par la Souffel, le ruisseau le Leisbach, le ruisseau le Plaetzerbaechel, le ruisseau le Dolfgraben et le ruisseau le Durningenbach,.
La Souffel, d'une longueur de 25 km, prend sa source dans la commune de Kuttolsheim et se jette  dans l'Ill à Strasbourg, après avoir traversé 18 communes. 

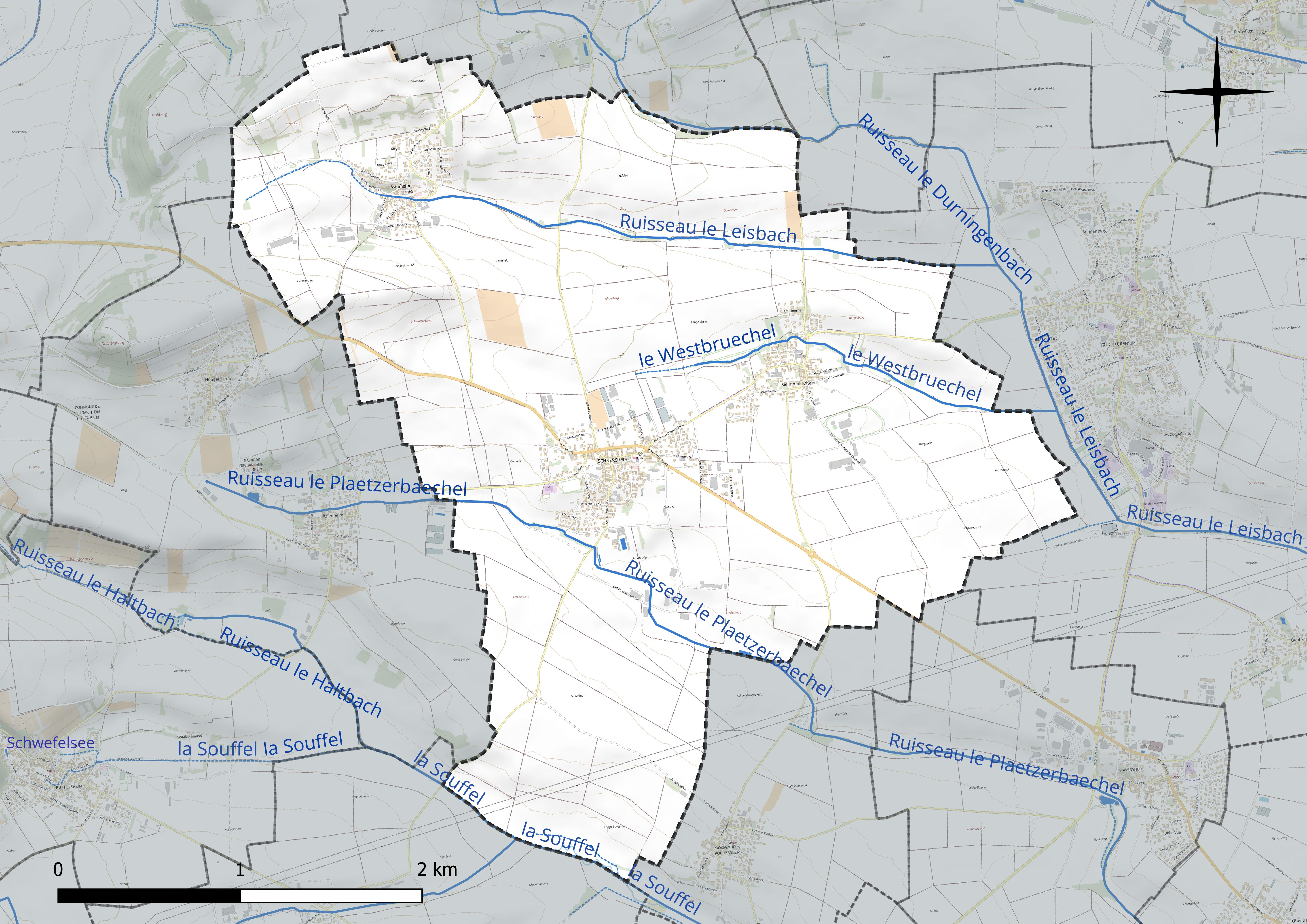
Réseau hydrographique de Schnersheim.

Le Leisbach, d'une longueur de 14 km, prend sa source dans la commune  et se jette  dans la Souffel à Lampertheim, après avoir traversé quatre communes. 

### Climat
Pour des articles plus généraux, voir Climat du Grand Est et Climat du Bas-Rhin.
En 2010, le climat de la commune est de type climat des marges montargnardes, selon une étude du Centre national de la recherche scientifique s'appuyant sur une série de données couvrant la période 1971-2000. En 2020, Météo-France publie une typologie des climats de la France métropolitaine dans laquelle la commune est exposée à un climat semi-continental et est dans la région climatique  Vosges, caractérisée par une pluviométrie très élevée (1 500 à 2 000 mm/an) en toutes saisons et un hiver rude (moins de 1 °C). 
Pour la période 1971-2000, la température annuelle moyenne est de 10,4 °C, avec une amplitude thermique annuelle de 17,7 °C. Le cumul annuel moyen de précipitations est de 691 mm, avec 9 jours de précipitations en janvier et 10,3 jours en juillet. Pour la période 1991-2020, la température moyenne annuelle observée sur la station météorologique de Météo-France la plus proche, « Waltenheim-sur-zorn », sur la commune de Waltenheim-sur-Zorn à 11 km à vol d'oiseau, est de 11,3 °C et le cumul annuel moyen de précipitations est de 652,2 mm. 
La température maximale relevée sur cette station est de 38 °C, atteinte le 7 août 2015 ; la température minimale est de −14,9 °C, atteinte le 20 décembre 2009,,. 
Les paramètres climatiques de la commune ont été estimés pour le milieu du siècle (2041-2070) selon différents scénarios d'émission de gaz à effet de serre à partir des nouvelles projections climatiques de référence DRIAS-2020. Ils sont consultables sur un site dédié publié par Météo-France en novembre 2022.

## Urbanisme

### Typologie
Au 1er janvier 2024, Schnersheim est catégorisée bourg rural, selon la nouvelle grille communale de densité à sept niveaux définie par l'Insee en 2022.
Elle est située hors unité urbaine. Par ailleurs la commune fait partie de l'aire d'attraction de Strasbourg (partie française), dont elle est une commune de la couronne,. Cette aire, qui regroupe 268 communes, est catégorisée dans les aires de 700 000 habitants ou plus (hors Paris),.

### Occupation des sols
L'occupation des sols de la commune, telle qu'elle ressort de la base de données européenne d’occupation biophysique des sols Corine Land Cover (CLC), est marquée par l'importance des territoires agricoles (91,2 % en 2018), en diminution par rapport à 1990 (94,6 %). La répartition détaillée en 2018 est la suivante : terres arables (81,4 %), zones agricoles hétérogènes (9,8 %), zones urbanisées (8,8 %). L'évolution de l’occupation des sols de la commune et de ses infrastructures peut être observée sur les différentes représentations cartographiques du territoire : la carte de Cassini (XVIIIe siècle), la carte d'état-major (1820-1866) et les cartes ou photos aériennes de l'IGN pour la période actuelle (1950 à aujourd'hui).

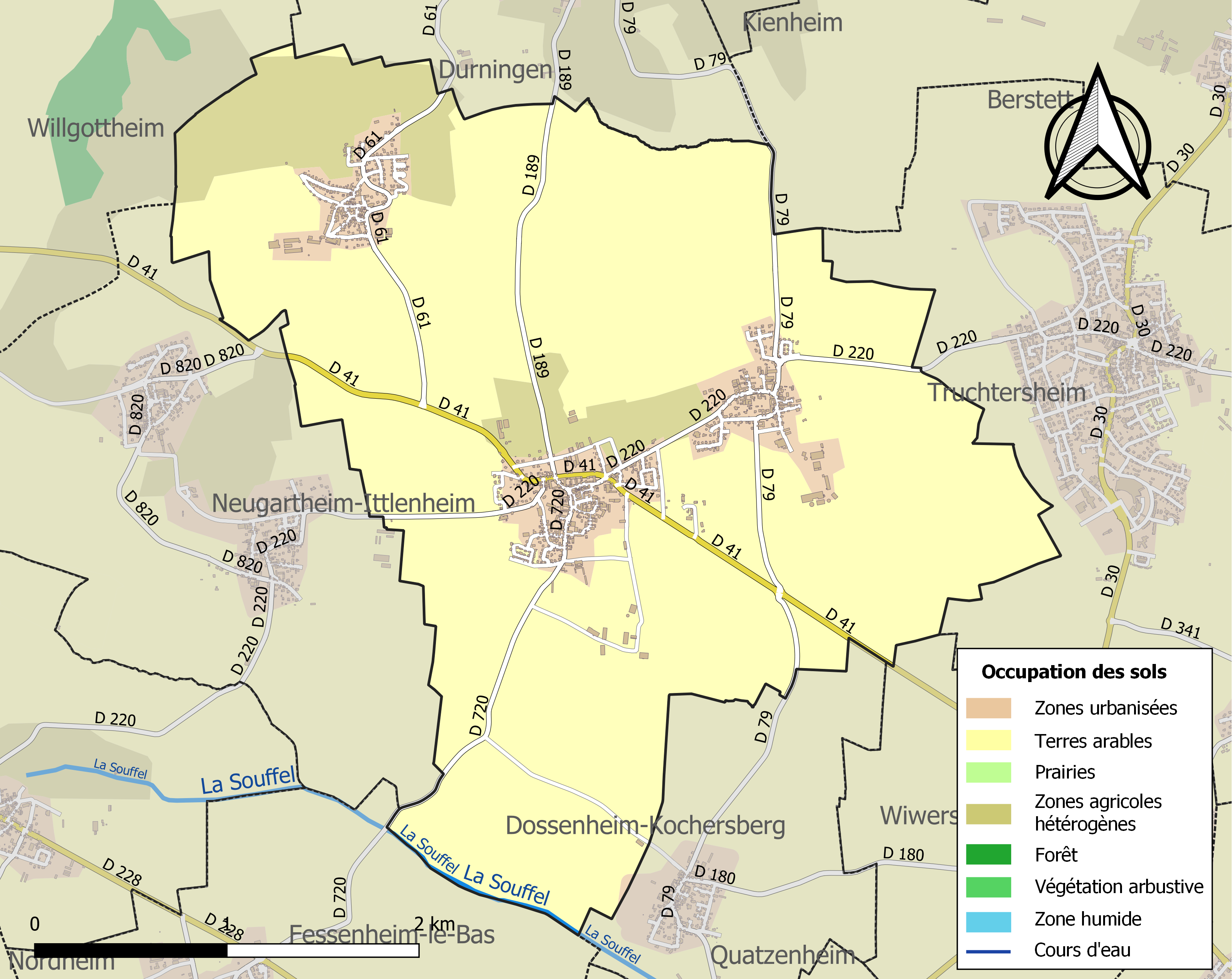
Carte des infrastructures et de l'occupation des sols de la commune en 2018 (CLC).

## Histoire
Depuis le 1er mai 1972, Schnersheim regroupe les communes associées d'Avenheim et de Kleinfrankenheim.
À Avenheim avait lieu un pèlerinage aux bains de Saint-Ulrich, à l'eau desquels ont attribuait des vertus curatives. Ces bains ont été rénovés en 2010.

## Politique et administration
| Période                                  | Période   | Identité       | Étiquette        | Qualité   |
| ---------------------------------------- | --------- | -------------- | ---------------- | --------- |
| mars 2001                                | mars 2014 | René Hepp      | UMP              | Menuisier |
| mai 2014                                 | mai 2020  | René Hepp      | Les Républicains | Menuisier |
| mai 2020                                 | En cours  | Denise Boehler |                  |           |
| Les données manquantes sont à compléter. |           |                |                  |           |

## Population et société

### Démographie
L'évolution du nombre d'habitants est connue à travers les recensements de la population effectués dans la commune depuis 1793. Pour les communes de moins de 10 000 habitants, une enquête de recensement portant sur toute la population est réalisée tous les cinq ans, les populations de référence des années intermédiaires étant quant à elles estimées par interpolation ou extrapolation. Pour la commune, le premier recensement exhaustif entrant dans le cadre du nouveau dispositif a été réalisé en 2008.

En 2022, la commune comptait 1 829 habitants, en évolution de +17,77 % par rapport à 2016 (Bas-Rhin : +3,17 %, France hors Mayotte : +2,11 %).
| 1793 | 1800 | 1806 | 1821 | 1831 | 1836 | 1841 | 1846 | 1851 |
| ---- | ---- | ---- | ---- | ---- | ---- | ---- | ---- | ---- |
| 430  | 446  | 455  | 443  | 500  | 588  | 542  | 553  | 567  |

| 1856 | 1861 | 1866 | 1871 | 1875 | 1880 | 1885 | 1890 | 1895 |
| ---- | ---- | ---- | ---- | ---- | ---- | ---- | ---- | ---- |
| 558  | 559  | 542  | 514  | 515  | 537  | 516  | 466  | 441  |

| 1900 | 1905 | 1910 | 1921 | 1926 | 1931 | 1936 | 1946 | 1954 |
| ---- | ---- | ---- | ---- | ---- | ---- | ---- | ---- | ---- |
| 448  | 459  | 463  | 421  | 403  | 459  | 404  | 383  | 353  |

| 1962 | 1968 | 1975 | 1982 | 1990 | 1999  | 2006  | 2008  | 2013  |
| ---- | ---- | ---- | ---- | ---- | ----- | ----- | ----- | ----- |
| 337  | 363  | 703  | 854  | 851  | 1 001 | 1 193 | 1 248 | 1 463 |

| 2018  | 2022  | - | - | - | - | - | - | - |
| ----- | ----- | - | - | - | - | - | - | - |
| 1 673 | 1 829 | - | - | - | - | - | - | - |

### Enseignement
Schnersheim dispose d'une école élémentaire publique intercommunale dénommée école des Trois-Villages.
Elle compte environ 150 élèves, répartis sur des classes allant de la maternelle au CM2.

## Culture locale et patrimoine

### Lieux et monuments
- L'église paroissiale Saint-Étienne de Schnersheim comporte une tour édifiée et reprise plusieurs fois entre le XIIe siècle et la fin du XIXe siècle, ainsi qu'une nef construite en 1887[23]. Vitraux de Jacques Le Chevallier.

- L'église Saint-Georges s'élève au centre du village de Kleinfrankenheim depuis 1775[24].

- L'église du village d'Avenheim, construite en 1867, est consacrée à saint Ulrich[25].

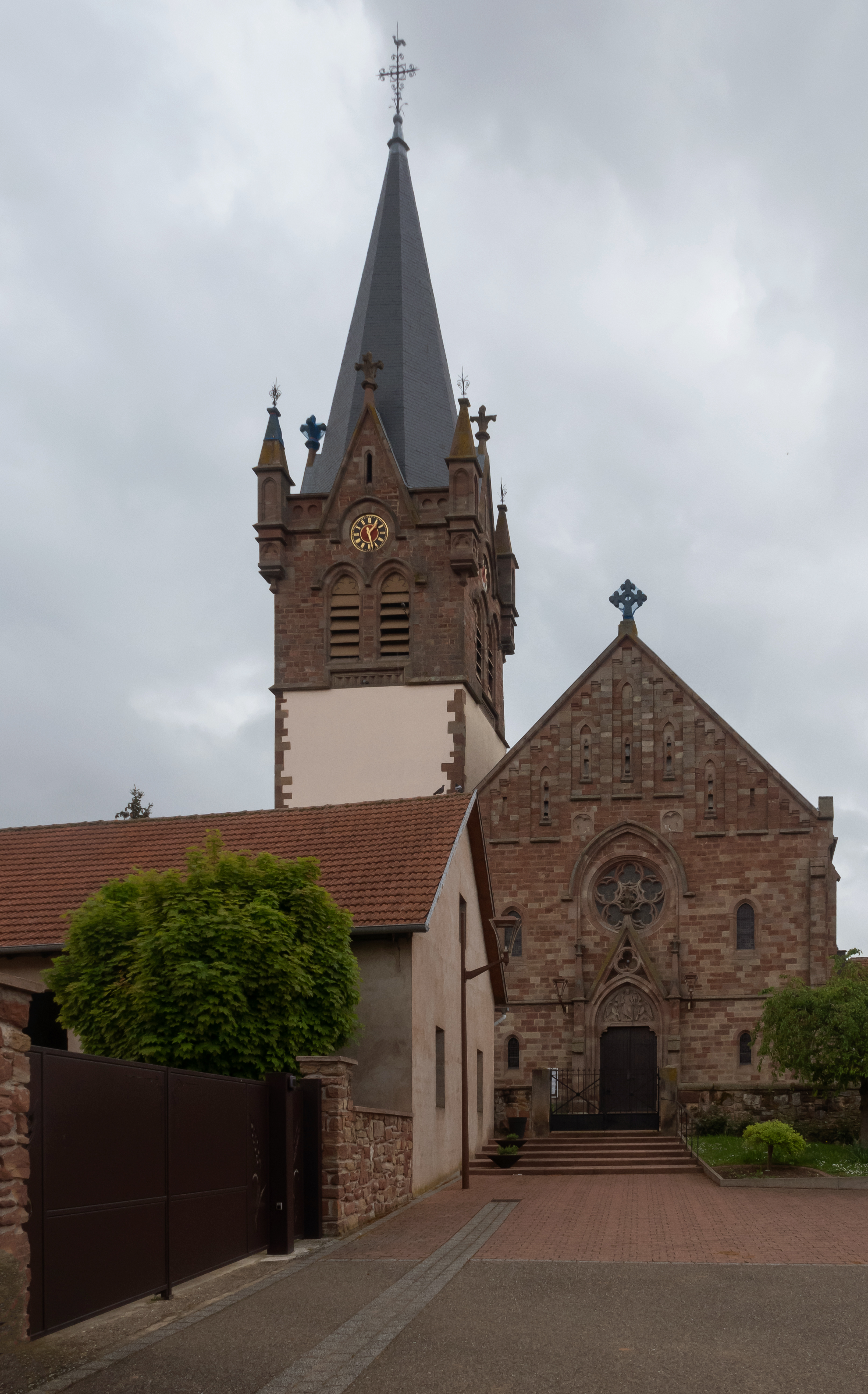
L'église Saint-Étienne de Schnersheim.
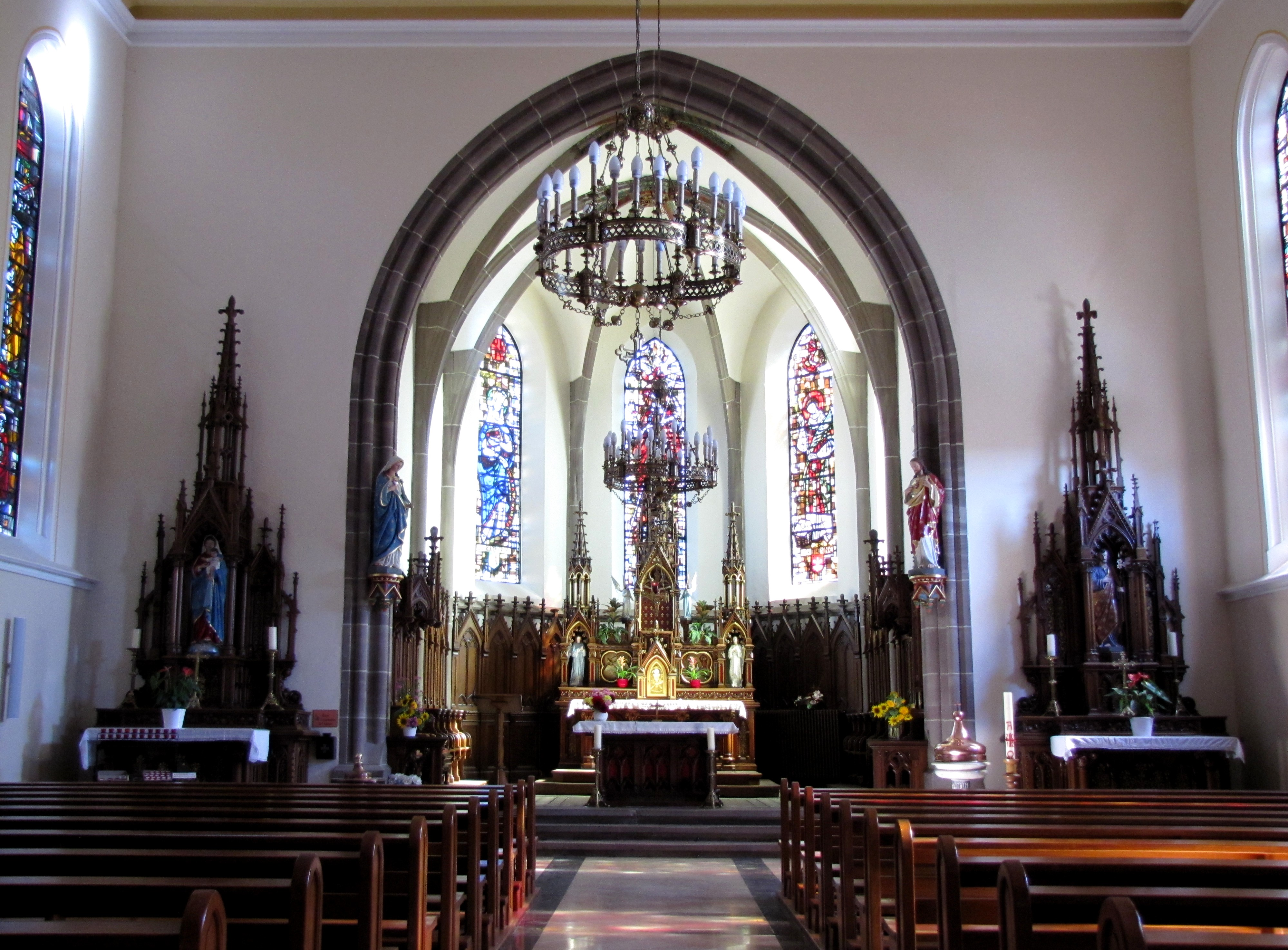
Intérieur de l'église Saint-Étienne de Schnersheim.
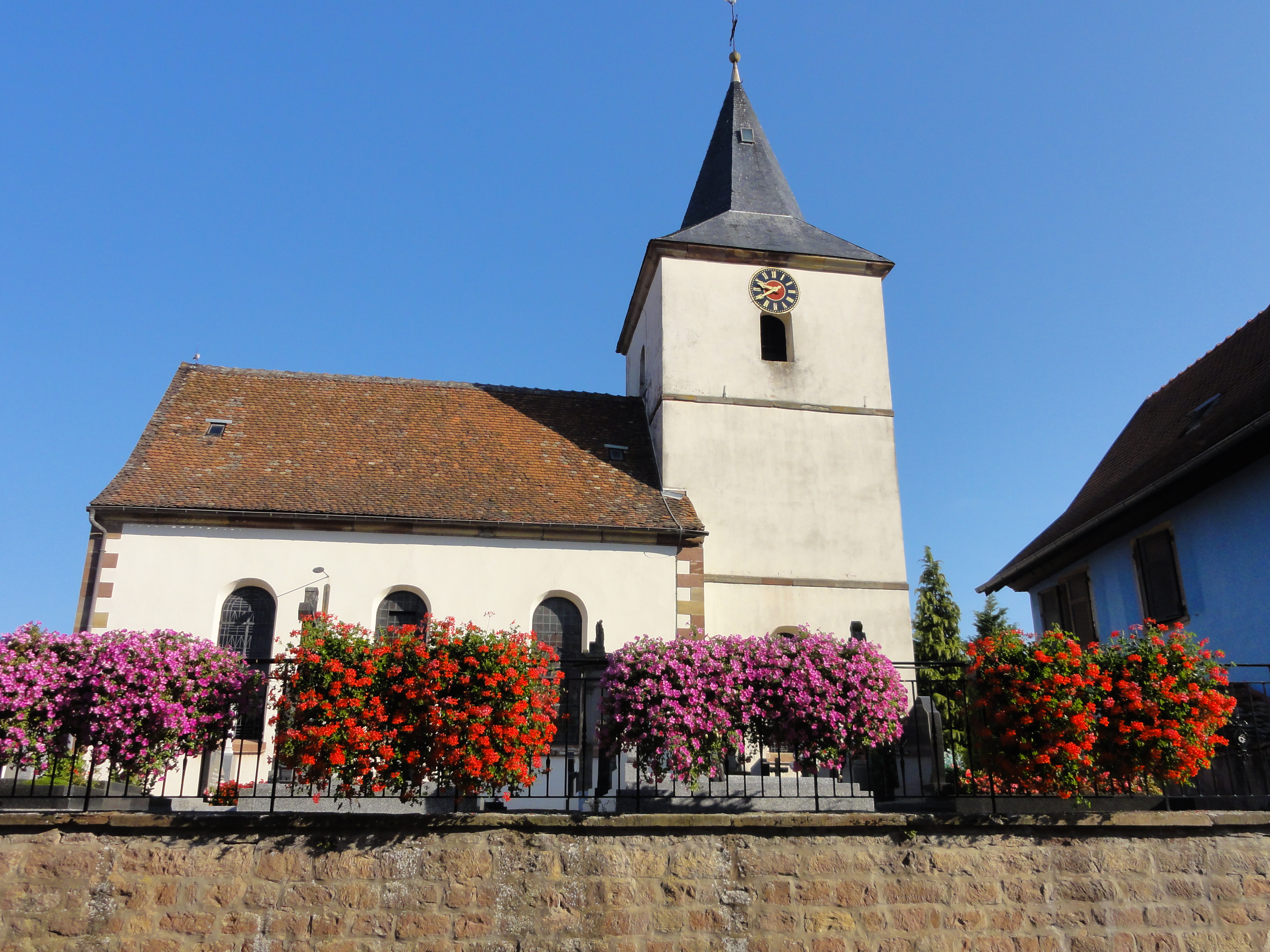
L'église Saint-Georges de Kleinfrankenheim.
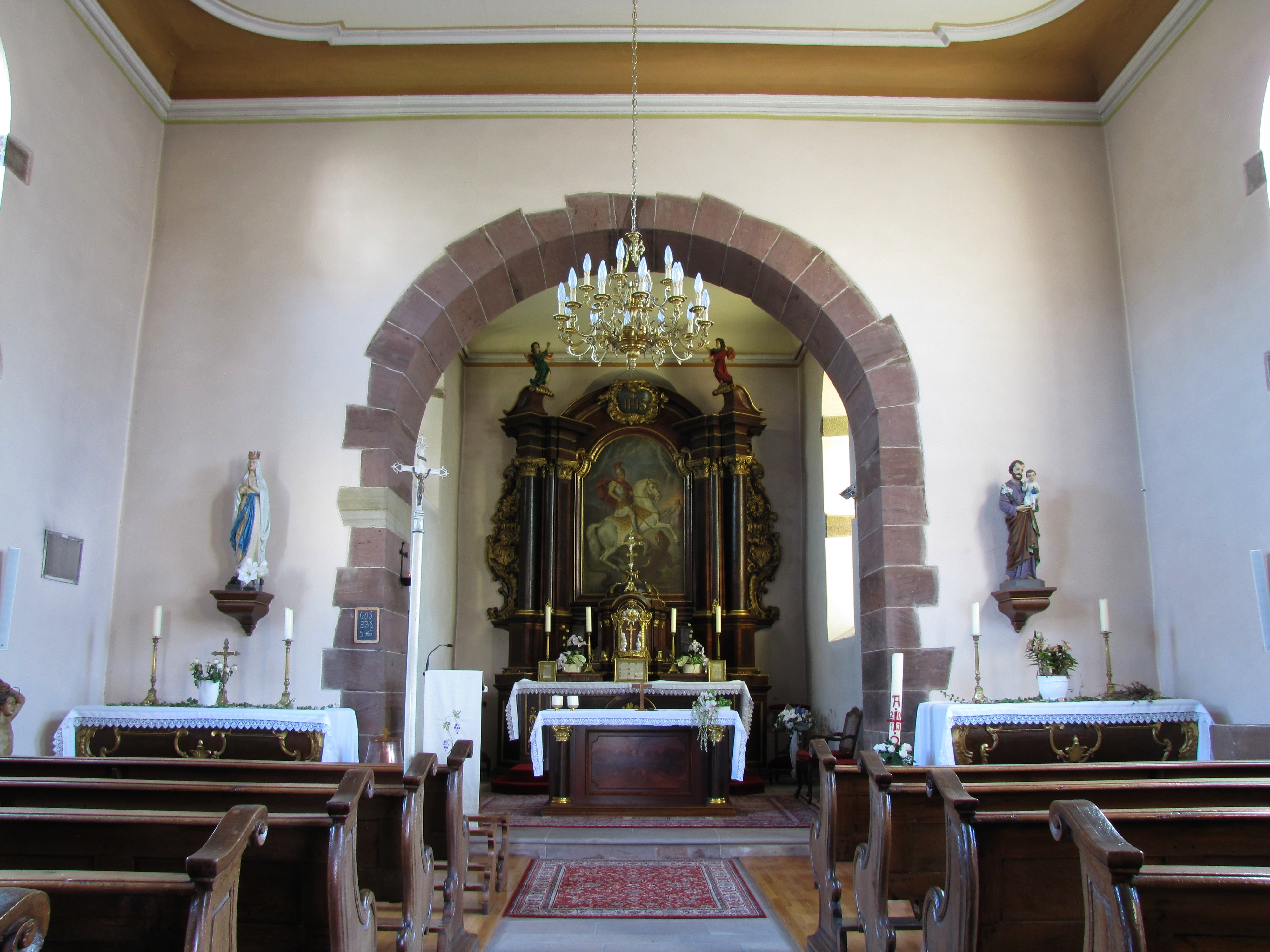
Intérieur de l'église Saint-Georges de Kleinfrankenheim.
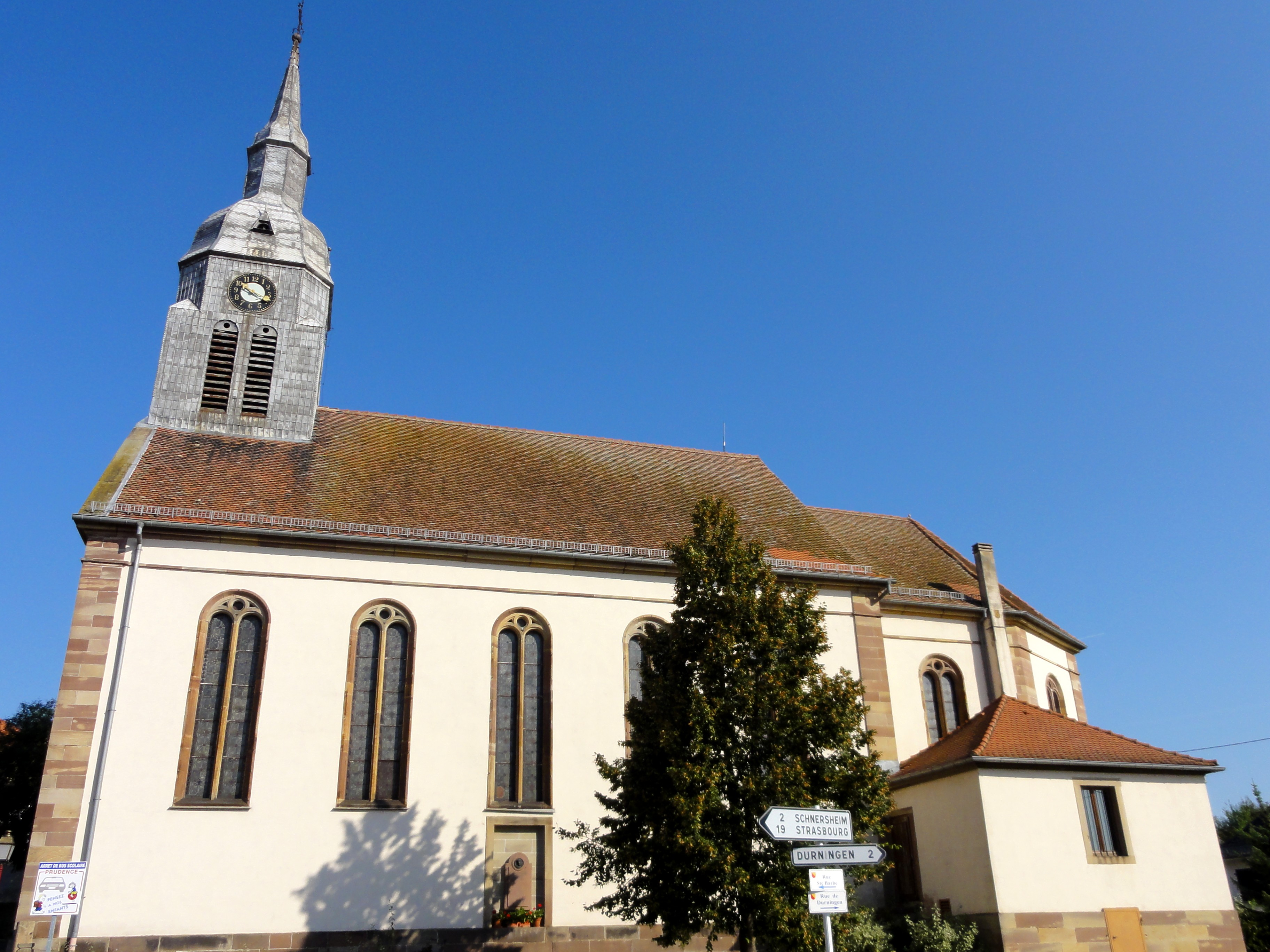
L'église Saint-Ulrich d'Avenheim.
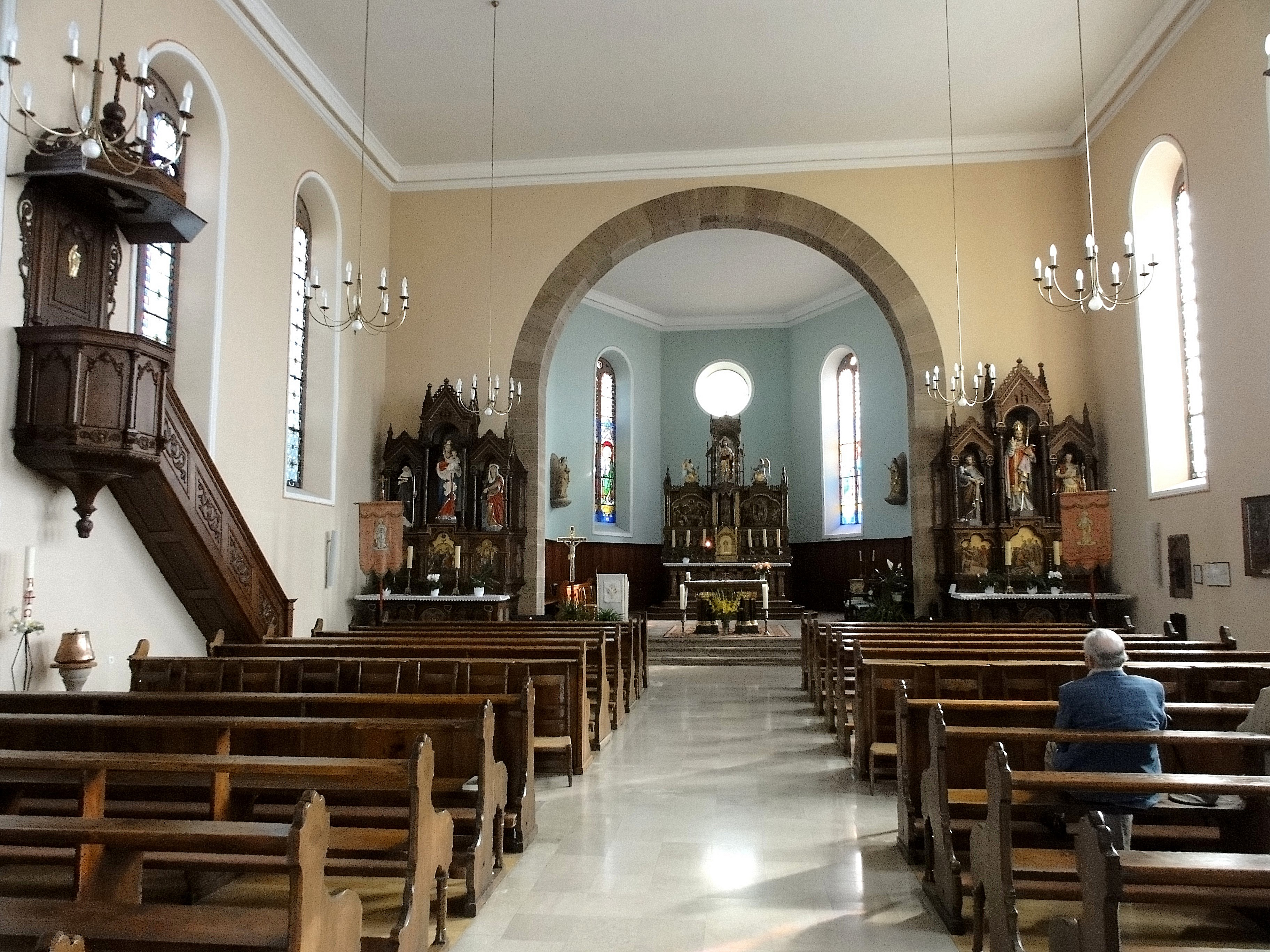
Intérieur de l'église Saint-Ulrich d'Avenheim.

L'ensemble de la commune est jalonné de fermes remarquables, pour la plupart construites à la charnière des XVIIIe et XIXe siècles.

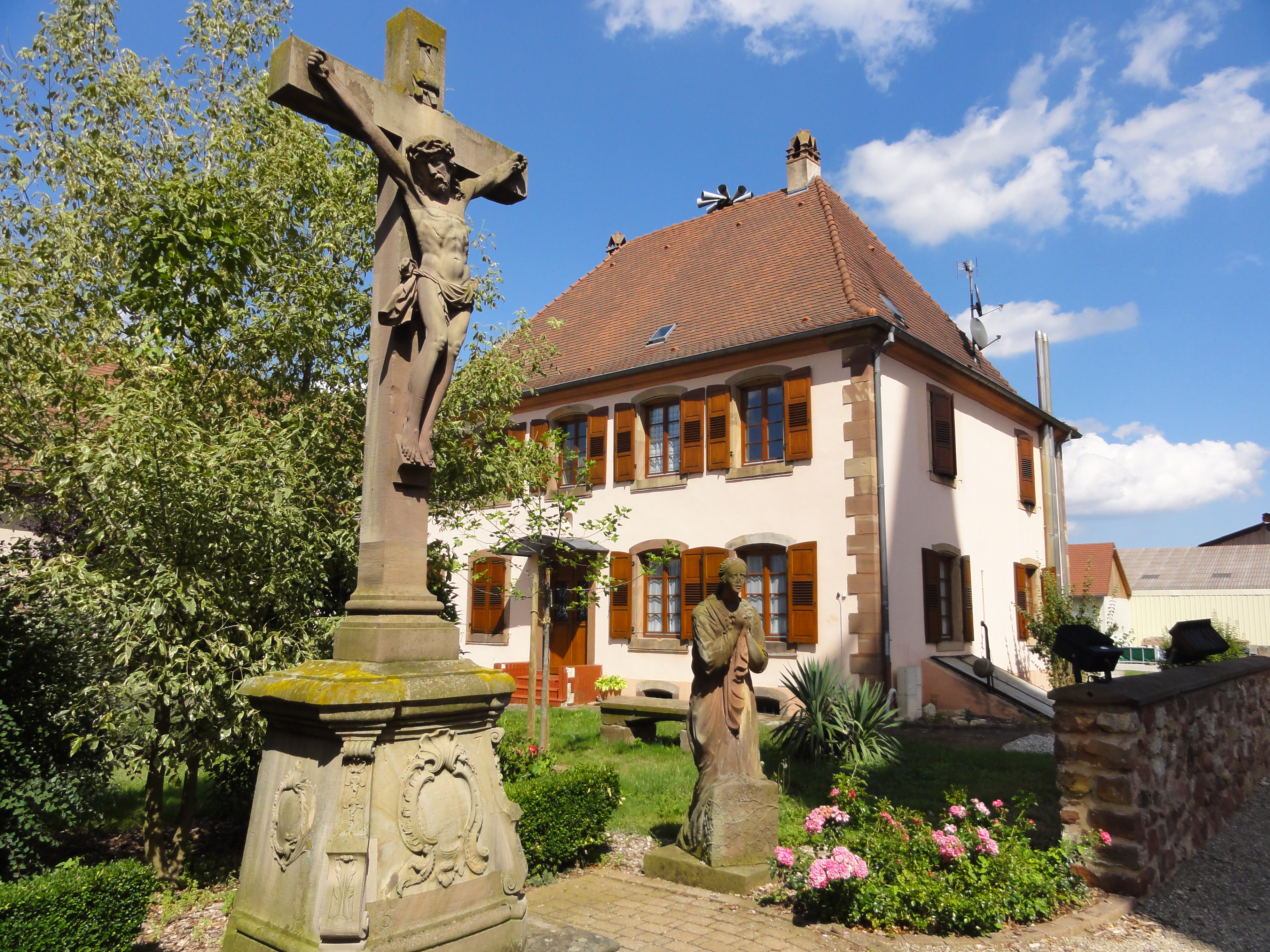
Presbytère de Schnersheim (1720).
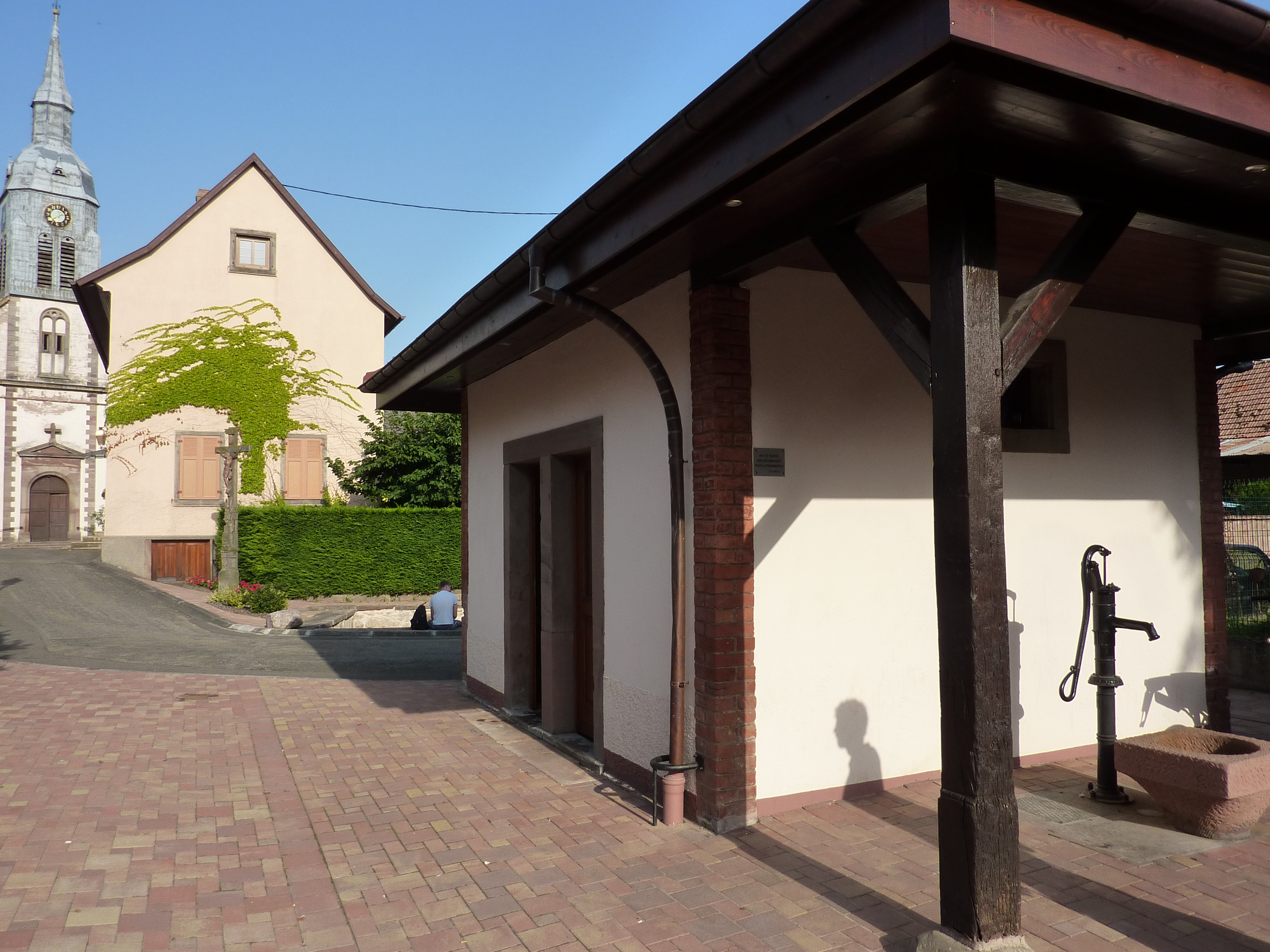
Source-bains de Saint-Ulrich (Avenheim).
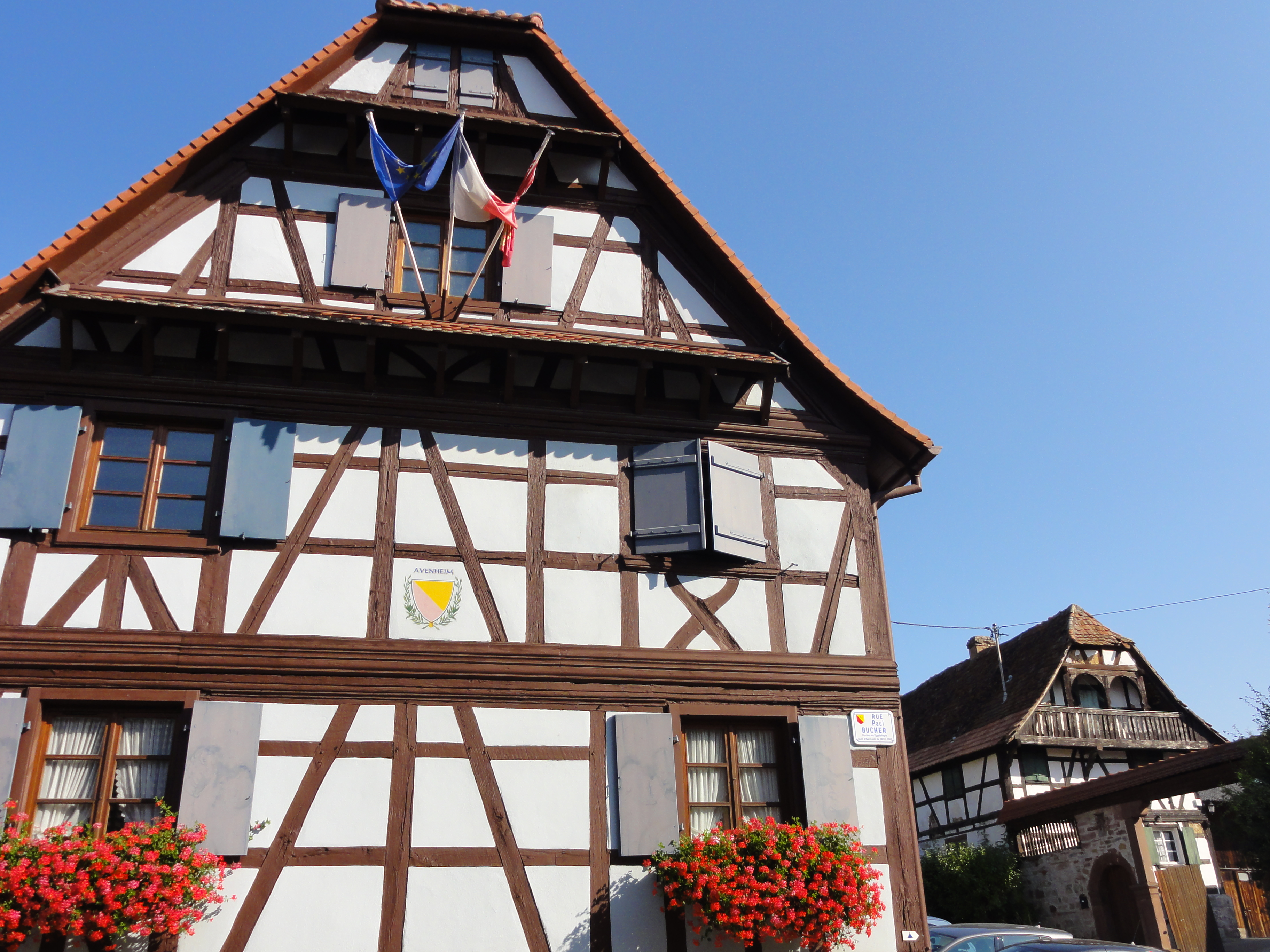
Maison à colombages (Avenheim).

### Héraldique
| Blason de Schnersheim | Les armes de Schnersheim se blasonnent ainsi : « D'azur aux deux fasces ondées d'or. ». |

| Blason de Avenheim | Les armes d'Avenheim se blasonnent : « Tranché d'or et de gueules. ». |

| Blason de Kleinfrankenheim | Les armes de Kleinfrankenheim se blasonnent : « D'or à la roue de six rayons de gueules. ». |